# ワン・セカンド 永遠の24フレーム
『ワン・セカンド 永遠の24フレーム』（-えいえんのにじゅうよんふれーむ、原題：一秒鐘）は、2020年の中国映画。監督はチャン・イーモウ。主演はチャン・イーとリウ・ハオツン。
文化大革命時代の中国を舞台に、映画フィルムの中に1秒だけ映っている娘の姿を見るために労働改造所を脱走した父親と、幼い弟との貧しい暮らしのために泥棒をしてでも生きようとする少女との出会いを描いている。
中国のウェブサイトの記事によれば、もともと主人公の娘は事故で亡くなっており、主人公もそれを知らされていたという描写があった。またエピローグの2年後の部分も当初は存在せず、後から追加された。いずれも検閲当局の判断で編集を余儀なくされたと思われる。

## ストーリー
1969年、文化大革命の最中の中国。砂漠を越えて一人の男が小さな町にたどり着いた。数ヶ月に一度の映画上映が終わった直後で、何巻もある映画フィルムの缶をバイクに積む配達員。フィルムは明日、砂漠の彼方の隣り町まで運ばれて上映されると確かめる男。
暗がりから現れ、バイクからフィルム缶を一缶だけ盗む浮浪者のような少女。少女を追った男はフィルム缶を取り戻したが、配達員のバイクは走り去っていた。隣町までフィルムを届けようと砂漠の一本道を歩き出す男。だが少女に殴られて昏倒し、フィルム缶は奪われた。
翌日、隣町で少女を捕らえ、フィルム缶を映画館の館主ファンに渡す男。男の目的は映画ではなく、一緒に上映されるニュース映像だった。ニュースには男の一人娘が映っているのだ。6年前、男は地元の権力者に睨まれて些細な罪で囚われ、労働改造所に収容された。妻には離婚され、今年14才になる一人娘とも一度も会っていない。その娘がニュースに出ていると聞いた男は、娘をひと目見るために脱走したのだった。
少女がフィルムを狙うことにも事情があった。この町の住人である少女は父親に捨てられ、母親に死なれ、幼い弟と二人暮らしの孤児だった。読書好きな弟のために明るい電気スタンドを借りたが、映画フィルムで作られた笠が不注意で燃えてしまった。映画フィルムで照明の笠を作ることは、この辺りの流行だったのだ。電気スタンドを貸した少年は仲間と共に、笠を返せと姉弟を責め立てた。少女は新しい笠を作るために、隣り町まで映画フィルムを盗みに行ったのだった。少女の事情を知って同情する逃亡犯の男。だが、男が脱走してまで見ようとしたニュース映像は、缶からこぼれて地面を引きずられ、絡まった塊として町に到着した。
ニュース映像といえども紛失すれば責任問題だ。フィルムを洗えという逃亡犯の言葉に奮起したファンは、映画を見たい町の人々を総動員して、絡まったフィルムをほぐし、洗い、乾かして復元した。誰よりも熱心に手伝う逃亡犯。そのおかげで無事フィルムは復元し、上映された映画『英雄児女』に町の人々は熱心に見入っていた。そして逃亡犯の男にファンは上映後の無人の映画館で、たった一秒の一人娘の映像をエンドレスで見せてやった。だが、保安員(警察)への通報も忘れていないファン。逮捕に来た保安員たちに気づいた男は逃げ出したが、代わりに少女が捕われたことに気づいて映画館に引き返した。
翌朝、連行される前にファンと話し、劇場にあったフィルム製の笠を少女に譲るよう頼む男。承知したファンは男に、一人娘の映ったフィルムを2コマだけ切り取って渡した。しかし、男を連行する保安員はそのフィルムを砂漠に投げ捨てる。男はフィルムが砂漠の砂に飲み込まれていくのを見ながら引き立てられて行った。
2年後。釈放されて姉弟の家を訪ねる男。男は少女がフィルムを拾ったと信じていたが、残念ながら少女が拾ったのはフィルムの包み紙だけだった。しかし、孤独な男と孤児の姉弟には、新しい家族ができたようだった。

## キャスト
- 逃亡者：チャン・イー
- リウの娘：リウ・ハオツン
- ファン電影：ファン・ウェイ
- ：ユー・アイレイ
- リウの弟：チャン・シャオボー

## スタッフ
- 監督：チャン・イーモウ
- 脚本：チャン・イーモウ、ヅォウ・ジンジー
- 脚本監修：チョウ・シャオフォン
- プロデューサー：パン・リーウェイ、チャオ・イージュン
- 製作：ドン・ピン、ビル・コン、フー・フイ、スティーブン・シャン、ピーター・チャン、チャオ・チャオ
- 撮影：チャオ・シャオティン
- 音響：タオ・ジン
- 編集：ドゥ・ユアン
- 音楽：ラオ・ツァイ
- 美術：リン・チャオシアン